# Road to Revolution: Live at Milton Keynes
'Road to Revolution: Live at Milton Keynes' es el quinto CD/DVD lanzado por la banda californiana Linkin Park, que consta de un concierto grabado en el recinto National Bowl, en la ciudad de Milton Keynes, Reino Unido, el 29 de junio de 2008.

## Nombre del DVD
Mike Shinoda había dejado un comentario en el foro oficial de la página de Linkin Park ("linkinpark.com) que la banda elegiría el nombre del nuevo álbum en directo que la gente sugería en el foro. La votación cerró y los 5 nombres finalistas fueron:
- Linkin Park: Midnight in Milton Keynes
- Sunset Revolution: Linkin Park Live in The UK
- 'Road to Revolution: Linkin Park Live'
- Revolution in The Iron City: Linkin Park Live
- Revolution in the UK: Linkin Park Live

La votación final para saber cual sería el nombre fue cerrada el 13 de octubre de 2008. El nombre ganador fue propuesto por 'LPASIANOTTER' en el foro. Al final fue cambiado el subtítulo.

## Contenido
En el blog de Chester Bennington, se comentaba que este álbum también contendría grabaciones sobre las otras bandas que tocaron en ese día: InnerPartySystem, The Bravery, Enter Shikari, N*E*R*D, Pendulum, y Jay-Z pero al final estas grabaciones no se incluyeron en la versión publicada.
El CD/DVD contendrá canciones ocultas y un libro con fotos nunca vistas. Ken Pooch —técnico de sonido de la banda— ha anunciado que mezcló las canciones de "Points of Authority" y "Papercut" que aparecen en el DVD

## Lista de canciones

### CD
1. "One Step Closer" - 4:07
2. "From the Inside" - 3:25
3. "No More Sorrow" - 5:06
4. "Given Up" - 3:16
5. "Lying from You" - 3:19
6. "Hands Held High" - 1:27 (A capella)
7. "Leave Out All the Rest" - 3:24
8. "Numb" - 3:49
9. "The Little Things Give You Away" - 7:20
10. "Breaking the Habit" - 4:25
11. "Shadow of the Day" - 4:17
12. "Crawling" - 4:57
13. "In the End" - 3:50
14. "Pushing Me Away" - 3:19 (versión piano)
15. "What I've Done" - 5:02
16. "Numb/Encore" (con Jay-Z) - 3:02
17. "Jigga What/Faint" (con Jay-Z) - 5:11
18. "Bleed It Out" - 8:15

### DVD
1. "One Step Closer" - 4:13
2. "From the Inside" - 3:43
3. "No More Sorrow" - 5:45
4. "Wake" - 1:33
5. "Given Up" - 3:16
6. "Lying from You" - 3:18
7. "Hands Held High" (A capella) - 1:27
8. "Leave Out All the Rest" - 3:23
9. "Numb" - 3:46
10. "The Little Things Give You Away" - 7:21
11. "Breaking the Habit" - 4:31
12. "Shadow of the Day" - 4:16
13. "Crawling" - 4:57
14. "In the End" - 4:47
15. "Pushing Me Away" (versión piano) - 3:18
16. "What I've Done" - 5:18
17. "Numb/Encore" (con Jay-Z) - 3:01
18. "Jigga What/Faint" (con Jay-Z) - 5:10
19. "Bleed It Out - 11:28

#### Contenido oculto1
1. "Somewhere I Belong - 3:41
2. "Papercut - 3:51
3. "Points of Authority - 5:03

1: Estos tres videos serán los extras que llevará el DVD, que se desbloquearán al ver el DVD por completo o adelantando el DVD hasta que aparezca el logo de machine shop recordings.

## Curiosidades
- Al principio del concierto Phoenix (bajista) aparece con un paliacate que le cubre la mitad del rostro.
- Cuando tocan la canción Given up el bajo de Phoenix tiene una parte destrozada.
- En la canción "The Little Things Give You Away" Mr. Hahn no está en su estrado.
- Phoenix hace un coro en la canción "The little things give you away" cosa que no es muy común.
- En la canción Points of Authority al principio Mike interpreta parte de la canción Petrified de su otro grupo Fort Minor, y al final de la canción interpreta un verso de otra canción de ese mismo grupo llamada There They Go, ambas del disco The Rising Tied.